# Ramsès I
Ramsès I fou un faraó egipci fundador de la dinastia XIX. Va regnar vers el 1290 aC.

## Noms
El seu nom era Paramessu (que significa Aquell que ha estat format per Ra) i el seu nom de tron fou Menpehtire (que significa La força de Ra és eterna).
El seu nom d'Horus fou Kanekhetwadinesit (Brau fort de rica majestat); el seu nebti fou Khaemnesumitem, i l'Horus d'or fou Semenmaastkhetawi. El seu Sa Ra fou Ramsès (fill de Ra).

## Antecedents familiars
Era fill d'un oficial de l'exèrcit anomenat Seti i d'una dona desconeguda. La família era originària del nord-est del delta del Nil, probablement de la zona d'Àvaris. Tenia cinc germanes i tres germans (Pay, Minamon i Hawnefer).
Ramsès va entrar a l'elit militar d'Egipte, actuant com comandant de l'exèrcit i portava nombrosos títols militars; comandant de la fortalesa de Sile, una fortalesa que dominava l'accés al delta del Nil des de Canaan. Era també supervisor de sacerdots de l'Alt i Baix Egipte. Als darrers anys fou designat Visir del nord pel faraó Horemheb.

## Núpcies i descendents
Una de les seves dones es deia Sitre i se suposa que era filla d'un altre oficial de l'exèrcit. Amb ella va tenir almenys un fill que fou el faraó Seti I.

## Regnat de Ramsès I
Va ser designat com a corregent al final del regnat d'Horemheb i finalment fou nomenat hereu, ja que el faraó no tenia descendència.
D'aquesta manera, a la mort d'Horemheb es coronà faraó d'Egipte amb el nom de Ramsès quan tenia uns 50 anys. Probablement només va ser rei un parell d'anys, segons les cronologies, de 1292 o 1295 aC fins a 1290 o 1294 aC.
Del seu regnat se sap que va dur a terme diverses campanyes militars, reincorporant Fenícia a l'imperi i conquerint Amurru i Cadeix (Síria), i va vèncer als libis reobrint les canteres del desert oriental.
va fer un segon piló al temple de Karnak, i una capella i un temple a Abidos (que va acabar Seti I). També consta una estela trobada a Wadi Halfa.
Conscient de la seva vellesa, va designar el seu fill Seti corregent i hereu al tron. A la mort de Ramsès I, Seti fou aclamat com a nou faraó d'Egipte.

## Tomba de Ramsès I
Ramsès I fou enterrat en una petita tomba coneguda com a KV16 a la Vall dels Reis a Tebes; la tomba fou descoberta per l'egiptòleg Belzoni el 10 d'octubre de 1817; la tomba revelava un enterrament a correcuita, la cambra no era acabada i sembla que era una antecambra d'una de més gran destinada a ser la seva cambra d'enterrament. La tomba fou saquejada a l'antiguitat però s'hi van trobar estàtues i el sarcòfag.
La seva mòmia podria ser una que hi havia al Museu de Niagara Falls que fou comprada a Egipte a la primera part del segle xix i portada a Amèrica. Aquesta institució va tancar el 1999 i va vendre les seves col·leccions al Museu Carlos; una anàlisi minuciosa de la mòmia amb tècniques modernes va revelar que es tractava d'un enterrament reial de la dinastia XIX i per les característiques podria molt ben bé ser la de Ramsès I. La seva dona Sitre fou enterrada a una tomba a la Vall de les Reines més tard que el faraó al que va sobreviure, però també en una tomba inacabada.